# Ralph Morgenstern
Ralph Morgenstern(-Nolting) (Mülheim an der Ruhr, 3 oktober 1956) is een Duitse presentator, acteur en muzikant.

## Jeugd en opleiding
De ouders van Ralph Morgenstern waren beiden muzikaal, zijn oudtante was zangeres bij de Keulse opera en de acteur Harry Piel was zijn oudoom. Hij werd vroeg geïnspireerd door zang en toneel, maar volgde een opleiding als pedagoog. De alcoholverslaving van zijn vader overschaduwde deels zijn jeugd.

## Carrière
Uit liefde voor een man verhuisde hij als 20-jarige naar Keulen, waar hij kort daarna de band Gina X Performance oprichtte, die werd geproduceerd door Martin Hömberg en Bernd 'Zeus' Held, de toetsenist van de band Birth Control. Met eerstgenoemde band publiceerde hij de drie lp’s Nice Mover (1978), X-Traordinare (1980) en Voyeur (1982), die ook hitklasseringen in Oostenrijk en Canada bereikten. Tijdens deze periode werkte hij ook aan een serie experimentele films mee van Hinrich Sickenberger en presenteerde zich bij kunstbeurzen in Keulen en Bazel als performance-artiest, bijvoorbeeld samen met Maf Räderscheidt, die ook de cover van zijn laatste lp heeft vormgegeven, en Sickenberger in 1979 bij Kunst kommt nicht vom Brot en in 1986 met de installatie van Farbe bekennen – 41 Jahre Rosa Winkel. Ten tijde van zijn muziekcarrière snoof hij cocaïne, maar staakte het gebruik daarvan in het begin van de jaren 1990.
In de jaren 1980 accepteerde hij zijn eerste kleinere rollen bij de WDR en bij het theater. In het Keulse Theater in der Filmdose speelde hij in Geierwally (1984-1986) en Sissi – Beuteljahre einer Kaiserin (1989-1990) onder regie van Walter Bockmayer. Naast zijn werk voor het theater en meerdere Duitslandtournees kreeg hij zijn eerste filmrol in Im Himmel ist die Hölle los (1983). Er volgden de verfilmingen van Die Geierwally, Ein Mann für gewisse Stunden (ARD, 1996), Gisbert (1998) en I love you Baby (1998).
Zijn carrière bij de televisie begon in 1992 bij RTL, waar hij samen met Hella von Sinnen en Dada Stievermann de Filmdosenshow presenteerde. Kort daarna volgden de eerste eigen tv-shows XOV (1993, VOX), Klatschmohn (1994, WDR) en ten slotte de show Kaffeeklatsch (1995-2002, ZDF), die van 2001-2007 werd verder ontwikkeld tot Blond am Freitag. Verder speelde hij in 1998 in de ZDF-sitcom Schöne Aussichten de hoofdrol en was hij van 2005 tot 2007 (drie seizoenen) in de zomermaanden wekelijks te gast in de ZDF-Fernsehgarten als roddelexpert en ook regelmatig tijdens het seizoen 2010, 2011 en 2012. Tijdens de zomer van 2008 verkocht Morgenstern hondenmandjes, hondenlijnen en andere hondenartikelen bij de verkoopzender QVC. Bovendien was hij bij Die Frühlingsshow (ZDF) in 2010 en 2012 wekelijks te gast.
Aan het theater is Morgenstern ondanks zijn talrijke werkzaamheden voor tv en film altijd trouw gebleven. Van 1992 tot 1999 telde hij tot het vaste gezelschap van het Kölner Schauspielhaus. Daar speelde hij in verschillende opvoeringen, waaronder Tankstelle der Verdammten (1994), Mephisto (1997), Faust (1996) en Die Banditen (1999). Morgenstern werd gecontracteerd door de Musikalische Komödie van de Leipziger opera voor de musical Kiss Me Kate van Cole Porter van 2006 tot 2008. Van 2008 tot 2009 speelde hij Edna Turnblad in de Duitstalige première van de musical Hairspray in het theater van St. Gallen in Zwitserland.

## Onderscheidingen
In 1997 werd het door hem gepresenteerde programma Kaffeeklatsch genomineerd voor de Rose d'Or, in 2004 het programma Blond am Freitag en in november 2006 kreeg hij samen met Christoph Maria Herbst de onderscheiding Spitze Feder in Mülheim an der Ruhr. In 2014 werd hij in Duisburg met de Akzeptanzprijs onderscheiden voor zijn voortreffelijk werk voor variatie, begrip en acceptatie van homoseksuelen.

## Privéleven
In 1983 kwam zijn dochter Jadwiga ter wereld. Sinds 1996 leeft hij samen met zijn partner Oliver, waarmee hij in 1998 in een kapel op Key West symbolisch is getrouwd.
Vanaf januari 2011 runde hij een café in de Keulse binnenstad. In januari 2013 stopte hij daarmee om zich weer toe te leggen op zijn werk bij het theater. Sinds oktober 2013 woont Morgenstern in Berlin-Charlottenburg.

## Theater (selectie)
- 1984–1986: Geierwally (Theater in der Filmdose, Keulen, Schauspielhaus Düsseldorf, Thalia Theater Hamburg, Theater der Welt 1985, Berlin)
- 1989–1991: Sissi – Beuteljahre einer Kaiserin (Theater in der Filmdose, Köln, Theater Bremen, Theaterhaus Stuttgart, BKA-Theater Berlin)
- 1994: Tankstelle der Verdammten (Kölner Schauspielhaus)
- 1997: Mephisto (Kölner Schauspielhaus)
- 1996: Faust (Kölner Schauspielhaus)
- 1999–2001: Die Banditen (Opera Keulen)
- 2001: Disneys Glöckner von Notre Dame (Musical Theater am Potsdamer Platz, Berlijn)
- 2004: Die Ermittlung (Theater am Sachsenring, in de Universiteit Keulen)
- 2006–2008: Kiss Me, Kate (muzikale komedie, Leipzig)
- 2008–2009: Hairspray (Theater St. Gallen, Zwitserland)
- 2010: 33 Variationen (Renaissance-theater, Berlijn)
- 2011: Boeing Boeing  (Komödie Düsseldorf)
- 2013: Richtfest, Der ideale Mann (Renaissance-theater, Berlijn), Die Csardasfürstin (Seefestspiele in der Waldbühne Berlin)
- 2014: Der Nackte Wahnsinn (Renaissance-theater, Berlijn)
- 2015: Im weißen Rössl (Stadttheater Klagenfurt, Oostenrijk), Vier Hochzeiten und ein Musical - The Drowsy Chaperone (Prinzregententheater, München), Die Csardasfürstin (Operette-huis Boedapest, Hongarije), Entartete Kunst (Renaissance-theater, Berlijn)
- 2017: Hochzeit mit Hindernissen (Theater Chemnitz, Productie overgenomen door het Prinzregententheater München Vier Hochzeiten und ein Musical - The Drowsy Chaperone)

## Filmografie
- 1984: Im Himmel ist die Hölle los
- 1985: Bas-Boris Bode
- 1988: Die Geierwally]
- 1995: Ein Mann für gewisse Stunden (tv-film)
- 1996: Das Erste Semester
- 1998: Gisbert (tv-serie)
- 2000: Die Anrheiner (Florian Finkel; tv-serie van de ARD; aflevering Der beste Ort der Welt)
- 2000: I Love You, Baby
- 2000: Schöne Aussichten (mini-tv-serie van het ZDF)
- 2001: Ausziehn!
- 2004: Derrick Die Pflicht ruft! (stem)
- 2006: Das kleine Arschloch und der alte Sack – Sterben ist Scheiße (stem)
- 2012: König des Comics-Ralf König
- 2012: Hannah Arendt
- 2016: Promi Shopping Queen (winnaar)
- 2017: Das große Backen – Promispezial (deelnemer)

## Presentatie
- 1992: Filmdosenshow (RTL, samen met Hella von Sinnen)
- 1993: XOV bij VOX
- 1994: Klatschmohn (WDR)
- 1995–2002: Kaffeeklatsch (ZDF)
- 2001–2007: Blond am Freitag (gastgever; Comedy-Wochenrückblick des ZDF)
- 2005–2007, 2010, 2011, 2012: ZDF-Fernsehgarten (roddelexpert)
- 2010, 2012: ZDF-Frühlingsshow (society-expert)